# Disperzní barviva

Chemická struktura disperzní žluti č. 26

Disperzní barviva jsou látky, které ve vodě (resp. v barvicí lázni) dispergují, tj. zůstávají nerozpuštěné jako drobné, pevné částice, takže pro stabilizaci lázně a stejnoměrné barvení se k nim musí přidávat tzv. dispergační činidla.
Barviva jsou vhodná k barvení nebo potiskování materiálů s hustě rozmístěnými molekulami jako je polyester, acetát, triacetát nebo polyamid, které sotva bobtnají a absorbují jen málo vlhkosti. Termozolováním nebo barvením při vysokých teplotách (60-95 °C) textilní materiály změknou, jejich molekuly se roztahují, barviva tak vnikají do vláken a po schlazení jsou spojena s polymerem.
Disperzní barviva byla vyvinuta u British Dyestuff Corporation v roce 1923.
Koncem 20. století byla disperzní barviva s podílem 21 % nejpoužívanější látka k barvení a potiskování textilií.
Některá disperzní barviva jsou podezřelá, že vyvolávají tzv. punčochový ekzém, při kterém může u choulostivých osob dojít k alergii. Může se to stát obzvlášť u polyamidových a acetátových oděvů, které těsně doléhají na lidskou kůži, protože vybarvení těchto materiálů má nízkou stálost ve vlhku.